# Micrargus georgescuae
Micrargus georgescuae är en spindelart som beskrevs av Alfred Frank Millidge 1976. Micrargus georgescuae ingår i släktet Micrargus och familjen täckvävarspindlar. Inga underarter finns listade i Catalogue of Life.